# حمدي غيث
حمدي غيث (7 يناير 1924 - 7 مارس 2006)، فنان مصري. أخوه الأصغر هو الممثل الراحل عبد الله غيث الذي توفي عام 1993.

## الدراسة والأعمال
التحق بكلية الحقوق، ثم معهد التمثيل وكان الأول على زملائه. ترك كلية الحقوق حينما جائته منحة لباريس لتكملة دراسته المسرحية، وكانت بدايته الفنية عام 1954 مع أول الأفلام التي شارك فيها وهو فيلم صراع في الوادي الذي توالت بعده الأفلام لتصل لحوالي 19 فيلما سينمائياً.
عمل أستاذاً في أكاديمية الفنون، وتولّى منصب نقيب الممثلين لأكثر من دورة، كما عمل أيضا بالإخراج المسرحي حيث أخرج عدداً من المسرحيات منها مأساة جميلة وأرض النفاق.

## أعماله

### الأفلام
| - أرض الخوف:2000-المعلم هدهد - إسماعيلية رايح جاي:1997-سالم المصري - والد إبراهيم - البحث عن توت عنخ آمون:1997 - الغجر:1996-الضبع - سمارة الأمير:1992-مهدي باشا جلال - حارة برجوان:1989-المعلم - سيد البرنس - إغتيال مدرسة:1988-عبدالغني الشرقاوي | - الحب أيضًا يموت:1988 - التوت والنبوت:1986-المعلم حسونه السبع - الحكم آخر الجلسة:1985-همّام - المدبح:1985-شافعي - صراع العشاق:1981-سليم النجعاوي - الرسالة:1976-أبو سفيان بن حرب - عندما يغنى الحب:1973-فاضل صاحب المحل | - طريق الانتقام:1972 - حياة خطرة:1971 - نار الشوق:1970 - الدخيل:1967-عبدالعليم علوان - فجر يوم جديد:1965-حسين - الناصر صلاح الدين:1963-ريتشارد قلب الأسد - بنات الليل:1955-عادل/ زوج كوثر | - في صحتك:1955-حمدي مغتصب فاطمة - آثار في الرمال:1954-الدكتور أحمد زكي - شيطان الصحراء:1954-زيّان - صراع في الوادي:1954-سليم - قرية العشاق:1954-كامل - غلطة العمر:1953-محسن - مدير التياترو - أشواق |

### المسلسلات
| - المسلمون والإسلام:2014-بصوته - السلمانية:2005-أبو عوف - أيامنا:2004 - مصر الجديدة:2004-محمد سلطان باشا - ضيف شرف - يا ورد من يشتريك:2004-الحاج زيدان - الأحلام البعيدة:2002 - الأصدقاء:2002-أبو قدري - خالف تعرف:2001 - منشية البكري:2001 - السفينة والربان:2000 - بيت الزعفراني:2000 - سلمى يا سلامة:2000 - الشهاب:1999 - المسداوية:1998 - امرأة من زمن الحب:1998-عبد الراضي - ضيف شرف - شيء من الخوف:1998 - طائر في العنق:1998-سعد زغلول - نحن لا نزرع الشوك:1998-محمد السمادوني - السيرة الهلالية (ج1، 2، 3):1997، 1998، 2001-أبو عزة - جمهورية زفتى:1997-سعد زغلول | - زيزينيا (ج1، 2):1997، 2000-عامر عبدالظاهر - عصر الأئمة:1997-الإمام مالك - قلوب في العاصفة:1997-هاشم النعماني - مع مرتبة الشرف:1997 - امراة مختلفة (صواريخ حريمي):1996 - خالتي صفية والدير:1996-إبراهيم - قلوب حائرة:1996 - الفرسان:1995-العز بن عبد السلام - المال والبنون ج2:1995-عباس الضو - بوابة الحلواني (ج2، 3):1994، 1997-رفاعة الطهطاوي - بوابة المتولي:1994-المعلم صبحي - الوعد الحق:1993-عبد المطلب بن هاشم - ذئاب الجبل:1993-الشيخ بدار البدري - في قلب الليل:1992-سيد الراوي - البريمو:1991 - الخطر:1991 - بين ثلاثة:1991 - الغفران:1990-صابر - ألف ليلة وليلة: حمال الأسية:1990 - أيام الحب والغضب:1990-عبدالفتاح بيه | - عشاق لا يعرفون الحب:1990 - طيور الزمن الجريح:1989 - فتى الأندلس:1989 - أشواقي بلا حدود:1988-الحاج شهدي - بنات الأصول:1988-رضوان - الكتابة على لحم يحترق:1987-العز بن عبد السلام - لا إله إلا الله ج3:1987-الكاهن عانين - ضيف شرف - الفرسان يغمدون سيوفهم:1986-عمر البلوطي - حارة الشرفا:1986 - ملحمة الحب والرحيل:1986-الحارث بن عباد - ابن تيمية:1985-عدنان - السندباد:1984 - في قافلة الزمان:1984-أسعد - من قصص القران الكريم:1984 - الجزار الشاعر:1983 - الشهد والدموع ج1:1983-الحاج رضوان - ضيف شرف - صاحب الجلالة الحب:1983-اللواء سعدون - النديم:1982-أحمد عرابي - شجرة الحرمان:1982-عبدالجبار - الفتوحات الإسلامية:1981-هرقل | - سيف الله المسلول خالد بن الوليد:1981 - أصيلة:1980 - محمد رسول الله ج1:1980-السميدع - الأيام:1979-أحمد لطفي السيد - الشوارع الخلفية:1979-شكري بك عبدالعال - العملاق:1979-سعد زغلول - فواكه الشعراء:1979 - العودة إلى المنفى:1971-أحمد عرابي - صابرين:1970 - الرحيل:1967 - الساقية:1965 - الضحية:1964-ابو سريع - سبع الليل - عذراء مكة:1961 - أبو ذر الغفاري - الأرض الطيبة-الحاج جاد - الرجل والقطار - جوهرة القصر-ضيف شرف - طريق الذئاب - قلوب فقدت الحب - نداء الفجر-أبو الحسن |

### المسلسلات الاذاعي
| - برديس:1977 - الفارس الأسود:1972 - الأعماق البشرية:1970 - العبيد:1962 - شخصيات تبحث عن مؤلف:1961 - إبن الليل | - أحلام العصافير - الأرض - التمساح - الشر المعبود - القط الآدمي - الكلمة الأخيرة | - المسيرة الطاهرة - بنت الدلال - ثورة شعب - ثورة عرابي - طريق الشر - عباس محمود العقاد | - كبير العيلة - ملحمة الحرافيش: عاشور الناجي وشمس الدين - ميرامار - وقفة العيد - يا عيني على الصبر (أبو القاسم البدوي) |

| - بيت في الهوا:1988 - أنطونيو وكليوبترا:1976 - شيء في صدري:1966 - كسبنا البريمو:1959 | - الأرض - بلدي يا بلدي - سيرك البلياتشو - عنترة |

| سهرة تليفزيونية - روايح:2001 - الأيام الخضراء - شوق - محاكمة عيدان القصب | أوبرا - أمسية البردة:1982 | كمخرج - الزير سالم 1985 - مسرحية - عذراء مكة 1961 - مسلسل - ٣ رجال وإمرأة 1960 - وملاحظ السيناريو - راسبوتين 1960 - مسرحية - مأساة جميله 1959 - مسرحية - ست البنات 0 - مسرحية | أخرى - شيطان الصحراء 1954 - الآداء الصوتي - مشهد وجايزة 0 - برنامج - ضيف |

## تكريم
حصل على شهادة تقدير في عيد الفن عام 1978 ووسام العلوم والفنون من الطبقة الأولى وحاصل على جائزة الدولة التقديرية للفنون في لجنة الثقافة الجماهيرية والمسرح.

## وفاته
توفي الفنان القدير حمدي غيث يوم الثلاثاء، 7 مارس، عام 2006 بمستشفى عين شمس التخصصي عن عمرٍ ناهز ال82 عام بعد إصابته بفشل كلوي، والتهاب رئوي حاد، وعدم انتظام ضربات القلب.

## روابط خارجية
- حمدي غيث على موقع الدهليز
- حمدي غيث على موقع قاعدة بيانات الأفلام العربية